# Hyperallus caliroae
Hyperallus caliroae là một loài tò vò trong họ Ichneumonidae.